# Décse (település)
Décse, 1910-ig Diécs (románul: Dieci) falu Romániában, Arad megyében.

## Nevének eredete
Eredeti neve a többes számú román dieci ('deákok') alakból való, legalábbis így értelmezték első felbukkanásakor, amikor párhuzamos magyar alakja Deákfalva volt. (1613-ban Diecz alias Deákfalva, majd 1619-ben Deakfalva, és még 1808-ban is Diécs, Deákfalva vagy Diákfalva.) A helységnévrendezéskor, 1907-ben a Diák új nevet állapították meg számára, majd miután a község tiltakozott nevének megváltoztatása ellen, Arad vármegye ötletéből és pusztán a hasonló hangzás alapján a Décse új nevet kapta.

## Fekvése
Borossebestől 22 kilométerre délkeletre, a Fehér-Körös jobb partján fekszik.

## Népesség

### Etnikai és vallási megoszlás
- 1839–40-ben 911 ortodox és tizenöt római katolikus lakosa volt.
- 1910-ben 1297 lakosából 1254 volt román és 39 magyar anyanyelvű; 1252 ortodox és 34 római katolikus vallású.
- 2002-ben 794 lakosából 793 volt román nemzetiségű; 672 ortodox és 117 baptista vallású.

## Története
Román falu volt Zaránd, majd 1746-tól Arad vármegyében. 1692-ben a Cocnari-dombon állt fatemploma. A 19. század első felében lakossága több közeli, kisebb falu lakóinak beköltözésével gyarapodott. Sara/Szára lakói 1804 után, a krajcsovaiak 1810-ben, a zemerzeliek 1818 után kezdtek Diecsre költözni. 1816-ban hozzácsatolták az 1692-ben már biztosan létező Dumbravica falut, amely nem azonos a délebbre, a Maros közelében ma is létező Dumbravicával. Krajcsovának 1754-ben épült fatemploma is volt és 1828-ban még lakták.
Dumbravica faluban volt a főhadiszállása azoknak a déznai Petru Baciu és Urs Ribița vezette útonállóknak, akik Forray András alispánt 1784. július 27-én elrabolták soborsini kastélyából. Forray beleegyezett, hogy a húsz haramia számára kegyelmi kérvényt ír, de a kérvény ügye több okból is elhúzódott. Először is, az erdőben további szegénylegények rejtőztek, akik a maguk számukra is kegyelmet kértek. Forrayval a betyárok két nap alatt jutottak el Gurahoncra, az ottani pap házába, ahol Forray meg is írta a latin nyelvű kérvényt. A rablóknak azonban Aradról kellett latinul tudó bizalmi embert hozatniuk, hogy ellenőrizzék a levél tartalmát. Ezalatt a vármegyei tisztikar is pontos tudomást szerzett a történtekről, és az aradi ortodox püspököt küldte tárgyalni Baciuékhoz. A püspök a vármegyei urak kíséretében Dumbravicára érkezett, ahol az ötvenhat rabló közül huszonheten a kegyelemért cserébe hűségesküt tettek. Ekkor azonban kiderült, hogy közülük többen, köztük Baciu is, katonaszökevények voltak. Ezután a rablók kihátráltak az egyezségből, később nagy részük csatlakozott az Arad megyére is kiterjedő parasztfelkeléshez. Annak leverése után vezetőiket kivégezték.

## Gazdaság
- Andezitbánya (1955 óta).